# Fernando López Miras
Fernando López Miras, né le 4 octobre 1983 à Lorca, est un homme politique espagnol, membre du Parti populaire (PP). Il est président de la région de Murcie depuis 2017.
Après avoir été secrétaire général des Nouvelles générations du Parti populaire (NNGG) de la région de Murcie, il est élu en 2011 député à l'Assemblée régionale. En 2014, il devient pour un an secrétaire général de l'Économie et des Finances du gouvernement de la communauté autonome.
Il est réélu député régional en 2015, étant alors désigné secrétaire du bureau de l'Assemblée. En 2017, il est désigné coordonnateur général du Parti populaire de la région de Murcie (PPRM) par son président, Pedro Antonio Sánchez. Il remplace ce dernier, la même année, comme président de la Région et président du PPRM.
À la suite des élections régionales de 2019, il doit former une coalition avec Ciudadanos, soutenue de l'extérieur par Vox. L'entente est rompue en 2021, et Fernando López Miras assure son maintien au pouvoir avec le soutien de dissidents de Ciudadanos et Vox. Il entame un troisième mandat en 2023, après avoir formé un gouvernement conjoint avec Vox.

## Vie privée
Fernando López Miras naît le 4 octobre 1983 à Lorca, dans la région de Murcie. Il est fils unique, et son père était cadre dirigeant dans le secteur bancaire.

## Études et carrière
Fernando López Miras est titulaire d'une licence en droit et d'un master en direction et administration des entreprises. Il est avocat mais n'a jamais exercé.
Suivant les traces de son père, il est gestionnaire à la Banque espagnole de crédit, puis à la Banque de Valence. En 2009, déjà engagé en politique, il est désigné directeur de la zone de santé de Lorca, une fonction à la discrétion du département de la Santé et qu'il occupe deux ans.

## Engagement politique

### Débuts
Militant au sein du Parti populaire (PP), Fernando López Miras est désigné en 2008 président des Nouvelles générations (NNGG) — le mouvement de jeunesse du PP — à Lorca. Il gravit ensuite les échelons, devenant tour à tour secrétaire général des NNGG de la région de Murcie, puis vice-secrétaire général délégué à l'Économie et à l'Emploi de la direction nationale.
À l'occasion des élections autonomiques du 22 mai 2011, il est élu député à l'Assemblée régionale. L'année suivante, il entre au comité exécutif du Parti populaire de la région de Murcie (PPRM), toujours présidé par Ramón Luis Valcárcel, à l'occasion du XVe congrès régional le 19 mai 2012. Il renonce à son mandat de député en 2014, lorsqu'il est nommé secrétaire général du département de l'Économie et des Finances, sous la présidence d'Alberto Garre. Il est réélu député aux élections régionales du 24 mai 2015, mais n'est pas nommé au gouvernement, contre toute attente.

### Cadre régional du Parti populaire
Lors de l'ouverture de la IXe législature, Fernando López Miras est élu deuxième secrétaire du bureau de l'Assemblée régionale, que préside la socialiste Rosa Peñalver.
À l'approche du XVIe congrès du Parti populaire de la région de Murcie, en mars 2017, le nom de Fernando López Miras est cité comme possible coordonnateur général, occupant la troisième place au sein de la direction. Il est effectivement désigné pour cette fonction le 18 mars, sous la présidence de Pedro Antonio Sánchez.

### Président de la région de Murcie

#### Premier mandat
Après que Pedro Antonio Sánchez a dû démissionner de la présidence de la communauté autonome, le comité directeur régional propose Fernando López Miras comme candidat au poste de président de la région de Murcie, en présence du coordonnateur général national du PP, Fernando Martínez-Maíllo. Le Parti populaire et Ciudadanos (Cs) indiquent le 25 avril avoir échoué à conclure un accord d'investiture, aussi Ciudadanos annonce son abstention lors du vote de confiance.
Le lendemain, l'Assemblée régionale vote à l'unanimité une réforme du statut d'autonomie supprimant le privilège de juridiction pour les députés et conseillers de gouvernement, une condition réclamée par Ciudadanos pour ne pas empêcher l'accession au pouvoir de Fernando López Miras. Lors du premier vote d'investiture, le 27 avril, il échoue avec 23 voix contre et 22 voix pour. Il l'emporte 48 h plus tard, à la majorité relative par 22 voix pour, 19 voix contre et 4 abstentions, celles des députés de Ciudadanos. Il prête serment le 3 mai au palais de San Esteban, en présence notamment de la vice-présidente du gouvernement, Soraya Sáenz de Santamaría. Son gouvernement est assermenté deux jours plus tard.
Le 29 septembre 2017, il est élu président du Parti populaire de la région de Murcie par acclamation par le comité directeur régional, alors présidé par la secrétaire générale nationale, María Dolores de Cospedal. Il est réélu le 18 mars 2018 lors du XVIIe congrès du PPRM par 93,24 % des voix, en présence du président du gouvernement et du PP, Mariano Rajoy.

#### Deuxième mandat
Au cours des élections autonomiques du 26 mai 2019, le Parti populaire perd 6 de ses 22 députés tandis que le Parti socialiste (PSOE) arrive en tête avec 17 parlementaires et que les 6 députés de Ciudadanos sont déterminants pour établir une majorité parlementaire, ainsi que les 4 de Vox en cas d'alliance entre le PP et Cs. Le 24 juin, Fernando López Miras conclut un accord de coalition avec Ciudadanos, qui prévoit un exécutif conjoint et lui garantit 22 voix favorables au vote d'investiture. Il se présente le 2 juillet à l'investiture, mais sans le soutien de Vox, il échoue avec 23 voix contre et 21 voix pour, un résultat qui se répète 48 h plus tard.
Finalement, le PP et Cs s'entendent le 19 juillet avec Vox sur un document programmatique, ce qui assure l'investiture à la majorité absolue. Ainsi, le 26 juillet, il est investi pour un nouveau mandat par 26 voix pour et 19 voix contre. Il prête serment le 29 juillet au palais de San Esteban, en présence notamment du ministre de la Culture, José Guirao. Son deuxième gouvernement est assermenté le 1er août.
Le 10 mars 2021, le Parti socialiste et Ciudadanos déposent une motion de censure, négociée dans le plus grand secret et qui propose Ana Martínez Vidal comme candidate à la présidence de la communauté autonome. Fernando López Miras conclut, deux jours plus tard, un accord avec trois des six députés de Ciudadanos, dont sa vice-présidente Isabel Franco, afin qu'ils s'opposent à la motion qu'ils avaient préalablement signée. Le 13 mars, il procède ainsi à un remaniement gouvernemental pour intégrer trois nouveaux conseillers issus de Ciudadanos. La motion est donc rejetée le 18 mars, par 21 voix pour, 23 voix contre et 1 abstention, après que le président de la Région a également négocié avec trois des quatre députés de Vox, expulsés antérieurement de leur parti et invités à rejoindre l'exécutif. Un nouveau remaniement est opéré le 3 avril pour faire entrer Mabel Campuzano, anciennement de Vox, au sein de l'exécutif autonomique.
Dans le cadre du XVIIIe congrès du Parti populaire de la région de Murcie, il conclut, le 22 juin 2022, un accord politique avec la maire d'Archena, Patricia Fernández, sa concurrente putative, ce qui pousse le seul autre candidat effectivement déclaré, Manuel Durán, à se retirer de la course à la présidence. Fernando López Miras est par la suite proclamé seul impétrant par le comité d'organisation, ayant rassemblé 5 300 parrainages d'adhérents. Il est donc réélu le 15 juillet suivant, par 97 % des suffrages exprimés, en présence du président national du parti, Alberto Núñez Feijóo, mais en l'absence de Patricia Fernández, qu'il a pourtant nommée au comité exécutif.

#### Troisième mandat
Lors des élections autonomiques du 28 mai 2023, le Parti populaire fait élire 21 députés, soit 5 de plus qu'en 2019 et 2 de moins que la majorité absolue, l'absence de majorité alternative lui garantissant une huitième législature d'affilée au pouvoir à condition de s'associer avec Vox et ses 9 parlementaires. Au cours de la séance d'installation de la XIe législature, le 14 juin, le PP prend trois des cinq postes du bureau de l'Assemblée et le PSOE obtient les deux restants, ce qui suscite la fureur de Vox, qui aspirait à accéder à la présidence de l'institution parlementaire et menace donc de forcer de nouvelles élections régionales.
La rencontre entre le PP et Vox le 4 juillet tourne court : le PP propose un soutien sans participation sur le fondement d'un accord programmation et Vox réclame une coalition avec deux conseillers, dont un vice-président. Lors du vote d'investiture du 7 juillet, Fernando López Miras échoue par 21 voix pour et 24 voix contre, ce résultat se répétant lors du second vote, qui se tient trois jours plus tard. Cet échec ouvre un délai de deux mois — à compter du premier vote — à l'issue duquel l'Assemblée régionale sera automatiquement dissoute si aucun président n'obtient l'investiture.
Dans la soirée du 1er septembre, quelques heures après une proposition du PP en ce sens, le Parti populaire et Vox concluent un accord qui prévoit la participation de Vox au gouvernement avec deux conseillers, dont un vice-président, mais sans le contrôle du département de l'Agriculture comme initialement réclamé. Le pacte de coalition est signé le 5 septembre par les porte-paroles parlementaires. Fernando López Miras est donc investi pour un troisième mandat consécutif le 7 septembre par 30 votes favorables. Il prête serment quatre jours plus tard, au palais de San Esteban. Son troisième gouvernement est assermenté le 14 septembre.
Le 11 juillet 2024, le président de Vox Santiago Abascal annonce la rupture de toutes les coalitions avec le Parti populaire (PP) après que les gouvernements régionaux présidés par le PP ont accepté de participer à la répartition de quelques centaines de mineurs non accompagnés. Le vice-président de la Région José Ángel Antelo (es) et le conseiller à l'Équipement José Manuel Pancorbo annoncent publiquement le lendemain avoir remis leur démission. Fernando López Miras procède le 15 juillet à un remaniement gouvernemental supprimant le titre de vice-président et intégrant deux nouveaux conseillers à l'exécutif.